# San Alberto (Cesar)
Pour les articles homonymes, voir San Alberto.
San Alberto est une municipalité située dans le département de Cesar, en Colombie.